# قطار جبلي مائل

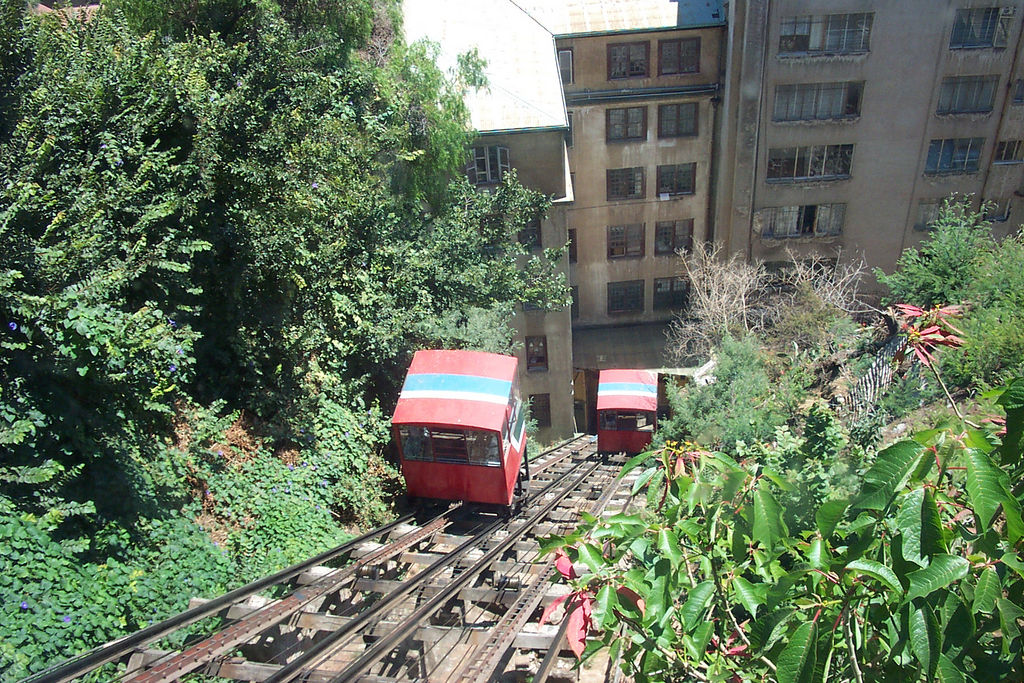
القطار الجبلي المائل في فالبارايسو، شيلي

القطار الجبلي المائل، المعروف أيضًا باسم المسطح المائل أو سكة حديد الجرف، هو قطار معلق بكابلات حيث تقوم كابل متصلة بزوجٍ من المركبات الشبيهة بالترام القائمة على القضبان، بتحريكهما أعلى وأسفل منحدر حاد، وتُوازن المركبات الصاعدة والهابطة بعضها البعض.

## التشغيل
الفكرة الأساسية لتشغيل القطار الجبلي المائل هي الاتصال الدائم للعربتين بالكابل الذي يمر خلال بكرة في أعلى المنحدر. بحيث تقلل موازنة العربتين، التي تتجه أحدهما إلى الأعلى بينما تتجه الأخرى إلى الأسفل، من الطاقة اللازمة لرفع العربة الصاعدة. وهو الأمر الذي يتم غالبًا عن طريق المحرك كهربائي الذي يُدَور البكرة. ترشد حواف العجلات الكابل من وإلى آلية المحرك وعربات القطار الجبلي.
وقد تم بناء بعض القطارات الجبلية المائلة باستخدام خزانات مياه تحت أرضية كل عربة، والتي تُملأ أو تُفَرغ، حتى يتم الوصول إلى الموازنة الكافية التي تسمح بالحركة. ثم يتم التحكم في الحركة بواسطة أحد مشغلي الفرامل.

### مسطح الجاذبية
وأحيانًا كانت القطارات الجبلية المائلة المستخدمة في المناجم مسطحات جاذبية غير العاملة بالطاقة، المعروفة أيضًا بالمنحدرات الذاتية المفعول أو منحدرات الفرملة. كان يتم استخدام وزن العربات المحملة المتجهة لأسفل لسحب عربات المنجم الفارغة.

### حبل السحب السفلي
إذا كانت قوة الجاذبية العاملة على العربات غير كافية لتشغيلها على المنحدر، فيمكن توصيل العربات بكابل آخر يمر خلال بكرة عند أسفل المنحدر. ويجب تصميم أحد تلك البكرات كعجلة تَوتر لتجنب تراخي الكابلات. وفي هذه الحالة يمكن القيام بعملية السحب من أسفل المنحدر أيضًا. ويتم استخدام هذه الطريقة في أية قطاراتٍ جبلية بدرجة انحدار أقل من 6%، والقطارات التي تستخدم الزلاجات بدلاً من العربات، أو أي حالة أخرى لا يُضمن فيها أن العربة المتجهة لأسفل قادرة دائمًا على سحب الكابل من البكرة الموجودة في المحطة أعلى المنحدر.

### تصميم القضبان

توضيح لتصاميم مكونة من 4-قضبان، و3-قضبان، وقضيبين. القضبان الملونة بالأخضر تتشارك فيها السيارتان. لاحظ العجلات والفجوات غير التقليدية في التصميم المكون من قضيبين.

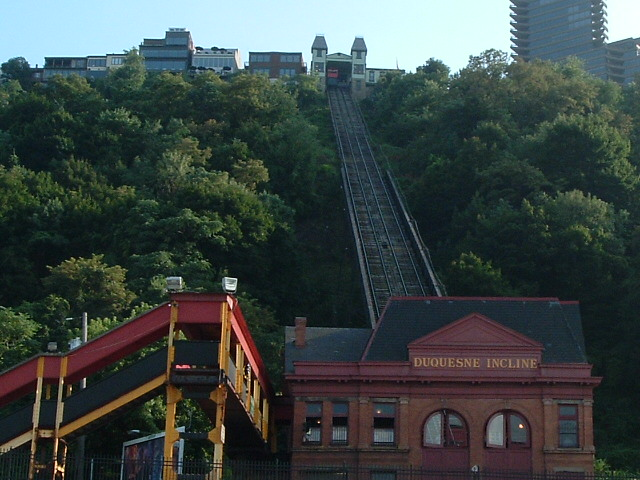
منحدر دوكين، بيتسبرغ، بنسيلفانيا، الولايات المتحدة (U S)، ذا المسارات المتوازية كاملة الطول.

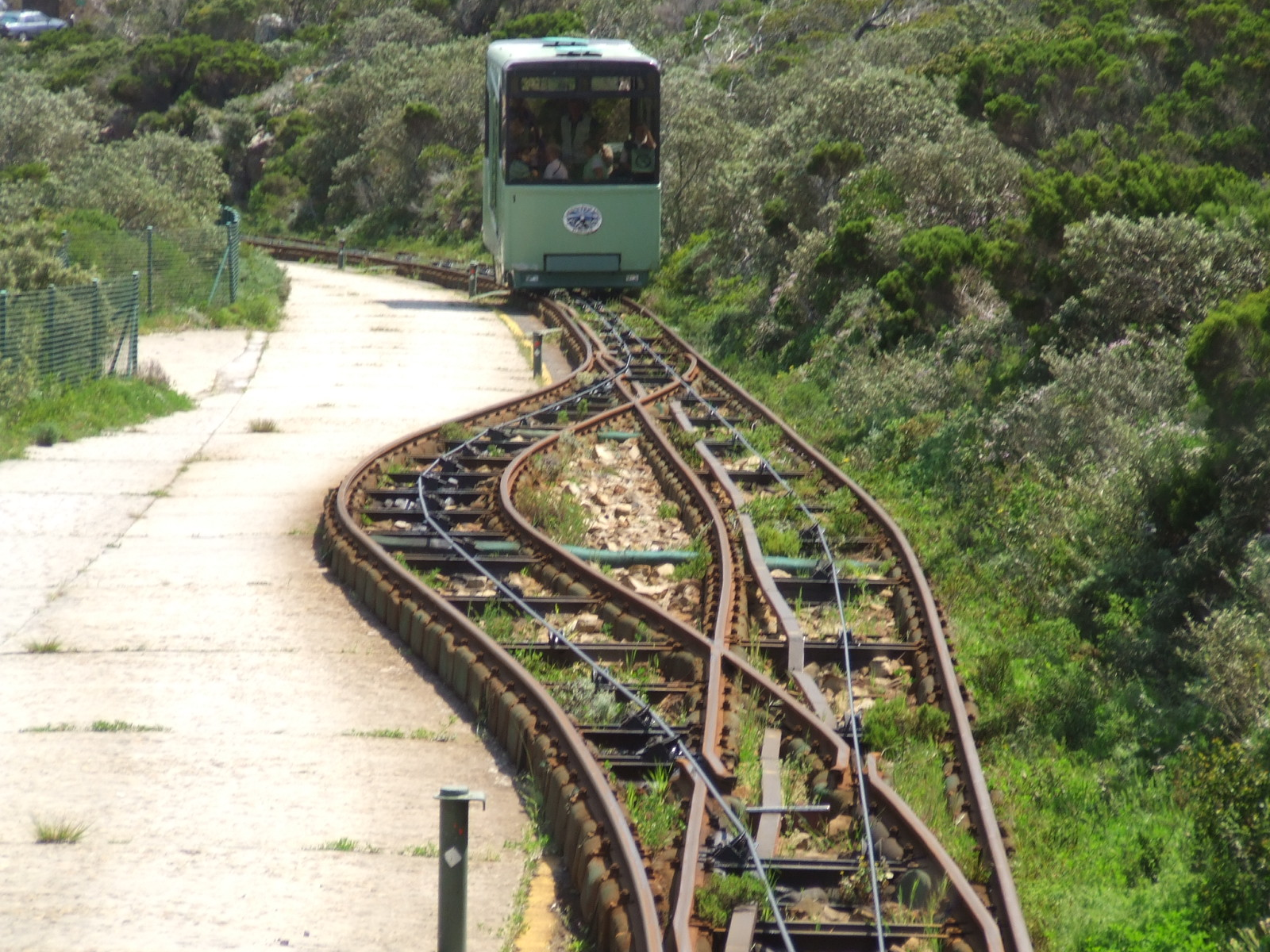
مسار المرور بتحويلة Abt على قطار الهولندي الطائر في (كيب بوينت) (Cape Point)، جنوب أفريقيا.

تم استخدام القطارات الجبلية المائلة الأولى على مسارين مستقيمين متوازيين، مع محطات منفصلة لكل مَركَبة. ويتم وضع القضبان بمساحة كافية بينها لعبور العربتين عند نقطة المنتصف. وتكون عجلات العربات، عجلات ذات حافة واحدة، مثل تلك الموجودة في قطارات السكك الحديدية العادية. ومن الأمثلة على هذا النوع من التصميم للمسار منحدر دوكين في بيتسبرغ، بنسيلفانيا، ومعظم خطوط السكك الحديدية الموجودة على جرف في المملكة المتحدة (UK).
تم تطوير التصاميم التي تتطلب عرض أقل، مستخدمة قضيبين أو ثلاثة قضبان فقط لمعظم المنحدر، وأربعة قضبان عند قسم التقاطع.
اخترع المهندس السويسري كارل رومان أبت (Carl Roman Abt) الطريقة التي تسمح باستخدام العربات لقضيبين فقط: حيث تتكون العجلات الخارجية من حواف على كلا الطرفين، الأمر الذي يبقيها بمحاذاة القضيب الخارجي، مما يبقي كل عربة في موضعِها، بينما لا تمتلك العجلات الداخلية أي حواف، وتُرَكب على رأس القضيب المقابل، مما يسهل المرور فوق القضبان (والكابل) عند قسم التقاطع.
لا تحتاج التكوينات من هذا النوع والمكونة من قضيبين إلى مكابح ومعابر، حيث إن العربات بها عجلات ذات حواف على الجانب المقابل، فسَتتبع السكك المختلفة أوتوماتيكيًا، وتقلل التكاليف بشكل عام (خاصة عندما يكون القطار في نفق، مثل قطار دي بولنيس المائل، في أستورياس).
في التصاميم المكونة من ثلاثة قضبان، تتشارك كلا السياراتان في القضيب الأوسط. وتَكون التصاميم المكونة من ثلاثة قضبان أعرض من التصاميم المكونة من قضيبين، ولكن قسم التقاطع يكون أسهل في البناء. وإذا تم استخدام حامل للكبح، فيمكن تركيب الحامل أعلى في التصميم المكون من ثلاثة قضبان، مما يجعل المكابح أقل حساسية للاختناق في الظروف الثلجية.
تكون الأقسام العليا والسفلي متداخلة في بعض القطارات الجبلية المائلة، وتحتاج لمنصة واحدة عند كل محطة. من الأمثلة لهذا التصميم قطار الهضبة في ليغولاند، ويندسور.
ويمكن تغير التصميم أيضًا أثناء عملية ترميم قطار جبلي، وغالبًا ما يتم إعادة بناء التصاميم المكونة من أربعة قضبان لتصبح تصاميم مكونة من قضيبين أو ثلاثة قضبان، على سبيل المثال تم إعادة بناء تلفريك ولنجتون في نيوزيلندا ليصبح بتصميم ذي قضيبين.

#### تاريخ تصاميم القضبان المختلفة
كان تصميم مسارات القطارات الجبلية المكون من أربعة قضبان متوازية هو التكوين السائد حتى نهاية السبعينيات من القرن التاسع عشر. طَور كارل رومان أبت (Carl Roman Abt) تحويلة أبت التي أتاحت التصميم المكون من قضيبين، الذي تم استخدامه أول مرة عام 1879 عند افتتاح جييس باخ بان (Giessbachbahn) في سويسرا. وأول قطار جبلي مائل يَستخدم التصميم المكون من قضيبين في العالم الجديد كان قطار سكة حديد تليجراف هيل في سان فرانسيسكو، الذي دخل الخدمة منذ عام 1884 حتى عام 1886. وكان قطار سكة حديد ماونت لوي في ألتادينا، كاليفورنيا أول قطار سكة حديدية جبلي يَستخدم التصميم المكون من ثلاثة قضبان في الولايات المتحدة. قلل كل من التصاميم المكونة من ثلاثة قضبان والمكونة من قضيبين المساحة المطلوبة لبناء قطار جبلي مائل، مما قلل من تكاليف الميل على منحدرات الجبال، وتكاليف المعدات في القطارات الجبيلة المائلة المدنية. وأدت هذه التصاميم إلى ازدهار القطارات الجبلية في أواخر القرن التاسع عشر.

## المصعد المائل

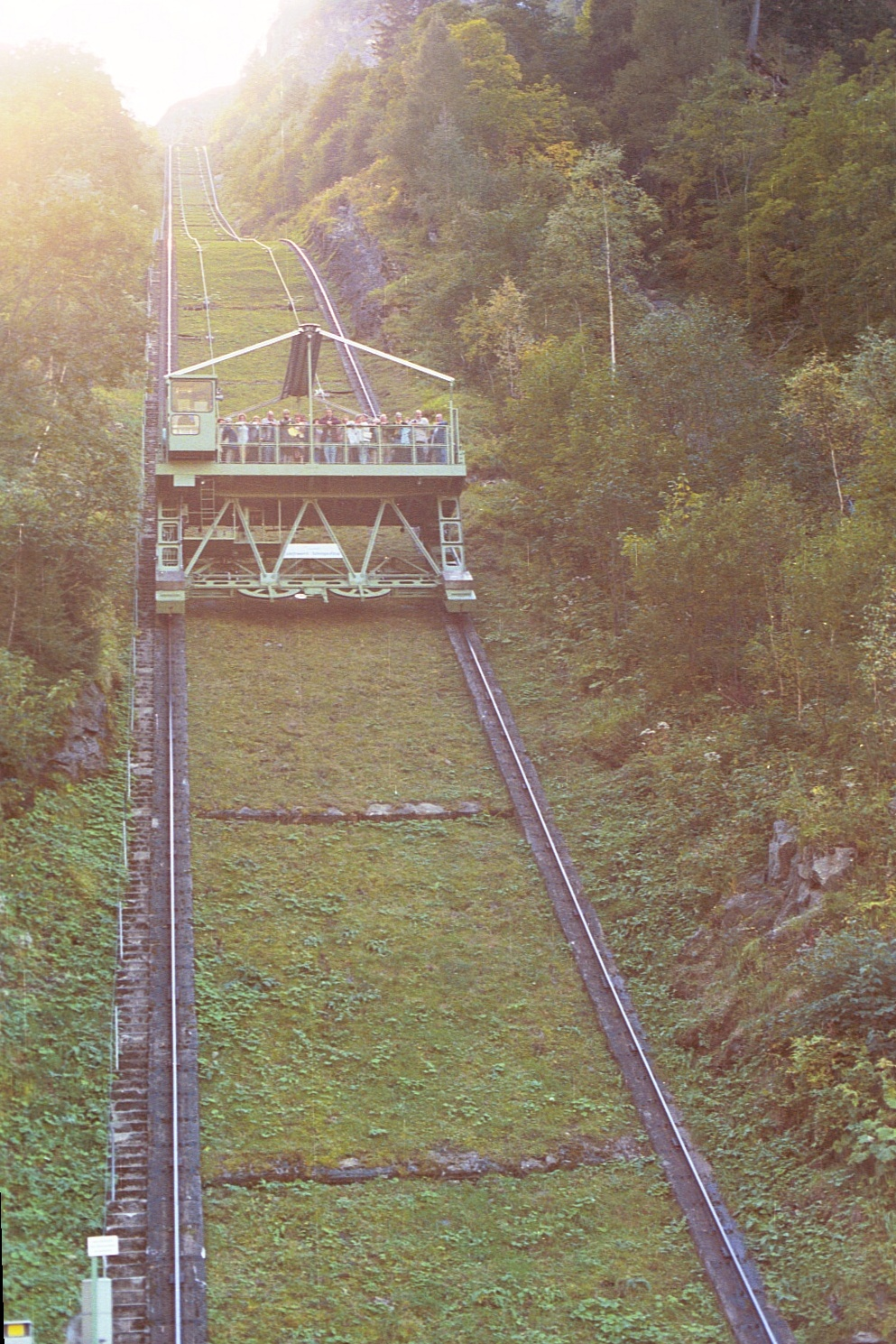
مصعد لارش فاند المائل (Lärchwand-Schrägaufzug) في كابرون، لاند سالزبورغ، النمسا. والذي شُيد لنقل مواد البناء لخزانين، ويعد أعرض سكة حديدية بعرض يبلغ 8.2 أمتار.

المصعد المائل نوع خاص من القطارات الجبلية، بما أن له عربة واحدة تحمل الحمولة على المنحدر. ويتم رفع العربة للمحطة أعلى المنحدر حيث يتجمع الكابل على أسطوانة رافعة، أو يتم موازنة العربة الوحيدة بأوزان معاكسة، ويتم تشغيله بنفس طريقة القطار الجبلي المكون من عربتين. وتم بناء العديد من المصاعد المائلة على طول خطوط الضغط لمحطات توليد الطاقة المُخَزنة، لتنقل مواد البناء. من الأمثلة: جيلمربان الذي يقود إلى جيلمرسي، وفينوكولار بيورا ريتوم الذي يقود إلى لاغو ريتوم، وكلاهما في سويسرا. وقد يكون أكثر القطارات الجبلية انحدارًا هو مصعد سكة حديد كاتومبا السياحي في أستراليا[بحاجة لمصدر]. وتُستخدم النسخ الحديثة المماثلة للـمصعد في تطبيقات النقل العام، مثل التي في محطة سيتي بلايس في دالاس، تكساس، ومحطة مترو هنتنغتون في هنتنغتون، فرجينيا.
وكان انجيلز فلايت الثاني في لوس أنجلوس مزيجًا من المصعد المائل والقطار الجبلي المائل بعربتين. وتم إغلاق القطار الجبلي المائل في عام 1969 وتم إعادة تركيبه عام 1996 باستخدام كابلات منفصلة لكل عربة، والتي كان يتم رفعها على أسطوانات رافعات منفصلة في المحطة العليا. وكان يتم توصيل أسطوانات الرافعة بالمحرك وبمكابح الخدمة عن طريق نظام تروس. وفشل النظام بسبب تحطم في نظام التروس، مسببًا حادثًا مميتًا عام 2001. فتم إغلاق القطار الجبلي بعدها حتى عام 2010.

## التاريخ

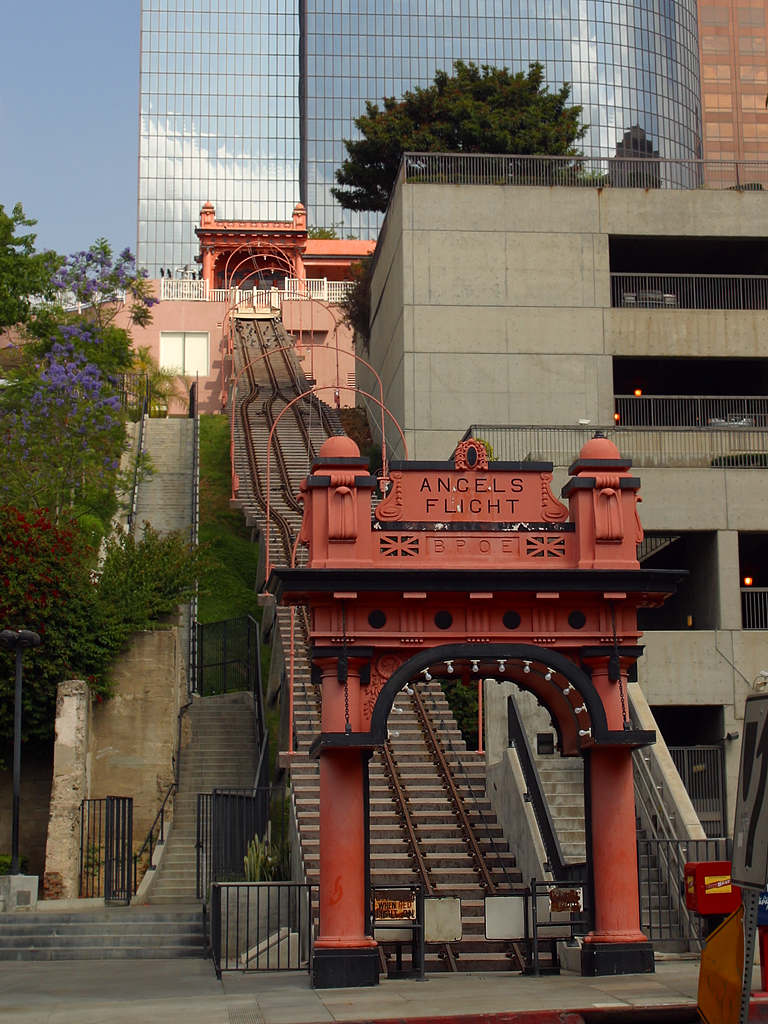
أنجيلز فلايت، لوس أنجلوس، الولايات المتحدة الأمريكية (USA)، تصميم مكون من ثلاثة قضبان بطريق مرور

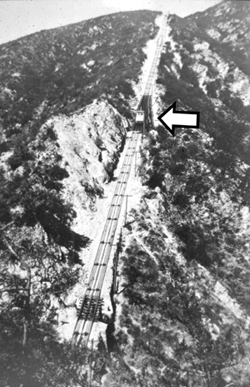
القطار الجبلي المنحدر العظيم في سكة حديد ماونت لوي (1893–1938). السهم يدل على موقع السيارة الصاعدة على سلالم ماكفرسون المحمولة. درجة الانحدار: 62%.

أقدم قطار جبلي مائل هو رايس دزج، وهو خط خاص يوفر دخول البضائع لـقلعة هوهنسالزبورغ في سالزبورغ في النمسا. وتم توثيقه لأول مرة في عام 1515 من قبل الكاردينال ماثيوس لانج، الذي أصبح رئيس اساقفة سالزبورغ. وكان الخط في الأصل يستخدم قضبان خشبية وحبل نقل من القنب، وكان يعمل بالطاقة البشرية أو الحيوانية. أما اليوم فتم استبدالها بقضبان حديدية، وكابلات صلب، ومحرك كهربائي، ولكن الخط مازال يتبع الطريق نفسه خلال تحصينات القلعة.
وربما يكون أول خط سكة حديد في إنجلترا بالقضبان الخشبية قد صُنع من أجل جيمس كليفورد (James Clifford)، سيد ضيعة بروسلي. وكان يعمل هناك بمناجم الفحم حول عام 1575، وكان يملك طريق لنقل الفحم بعربات قطارية إلى الصنادل في نهر سيفيرن حول عام 1606. وكان هذا يعد أول سجل لسكة حديدية في إنجلترا، وهوطريق عربات ولاتون، ولكن يبدو أنه أقدم.
وكانت تُستَخدم القطارات الجبلية في القرن الثامن عشر للسماح بصعود ونزول الصنادل على القنوات فوق الهضاب شديدة الانحدار. ومن الأمثلة الأولى؛ المسطحات المائلة الثلاثة الموجودة على قناة تيرون في مقاطعة تيرون، والتي كانت تُستَخدم في وقت مبكر منذ عام 1777. وكانت تُستَخدم بشكل أساسي في أوائل القرن التاسع عشر، خاصة خلال ذروة حقبة بناء القنوات في الثلاثنيات من القرن التاسع عشر في الولايات المتحدة. وكانت تُدار السكك الحديدية المشابهة عن طريق السماح للماء بدخول قنوات تغذية العنفة في أعلى المسطح، التي بدورها ترفع أو تُنزل صندل القناة على طول منحدر شديد الانحدار.
والأمثلة على سكك حديد المسطحات المنحدرة المدارة بـالطاقة المائية في الولايات المتحدة تتضمن قناة موريس في نيو جيرسي التي تصل بين نهر ديلاوير ونهر باسيك عن طريق 23 مسطح، وسلسلة من الهويســات أيضًا على طول التدرجات الأقل انحدارًا. وأما سكة حديد اليغيني لنقل البضائع، وهي جزء من خط قناة بنسلفانيا الرئيسي، والتي تم بناءها عام 1834 بعشرة مسطحات كأول سكة حديدية عبر جبال اليغيني بـبنسلفانيا، فكانت تدار بـمحرك بخاري.
خطوط السكك الحديدية للقطارات الجبلية الحديثة العاملة في المناطق الحضرية يعود تاريخها إلى ستينات القرن التاسع عشر. وافتتح أول خط لـقطارات ليون الجبلية المائلة (Funiculaires de Lyon) في عام 1862، وتبعه خطوط أخرى في أعوام 1878، و1891، و1900. وتم تشييد قطار كاسيل هيل الجبلي، بودابست في عامي 1868 و1869، وأول رحلة تجريبية له كانت في يوم 23 أكتوبر من عام 1869. أما في إسطنبول، تركيا فقطار تونيل متواصل في الخدمة منذ 1875، وهو أول قطار جبلي تحت الأرض، وثاني أقدم سكة حديدية تحت الأرض. ويعود تاريخ أقدم قطار جبلي قيد التشغيل في بريطانيا إلى عام 1875، ويتواجد في سكاربورو، شمال يوركشاير
واحد من الأكثر القطارات الجبلية شهرة هو قطار المنحدر العظيم لـسكة حديد ماونت لوي في ألتادينا، كاليفورنيا، والذي صممه أندرو سميث هاليدي Andre Smith) Hallidie) مصمم نظام تلفريك سان فرانسيسكو. وأضافت سكك حديد ماونت لوي لقطارها الجبلي، الذي يرفع ركابه 2,800 قدم (850 متر) أعلى الجانب الحاد من جبل إيكو (صاحب ارتفاع 3,500 قدم (1,100 م)، بأنظمة حوامل كهربائية ذات مدى ضيق عند كل نقطة نهاية للخط (أصبح لخط كانيون روبيو مدى معياري بعد أن استحوذت عليه شركة هنري هنتنغتون، سكك حديد باسيفيك إليكتريك). وكان للمنحدر ثلاثة درجات من الانحدار، 62٪ عند الطرف السفلي تخف حدته لتصبح 48٪ في الأعلى، وتم تصميم العربات للتكيف مع تغييرات الانحدار لراحة ركابها. وكان لها ثلاثة قضبان للتقليل من عرض التشكيل والمواد المطلوبة، بالرغم من الحاجة لنظام توجيه كابل معقد عند نقطة الاجتياز.

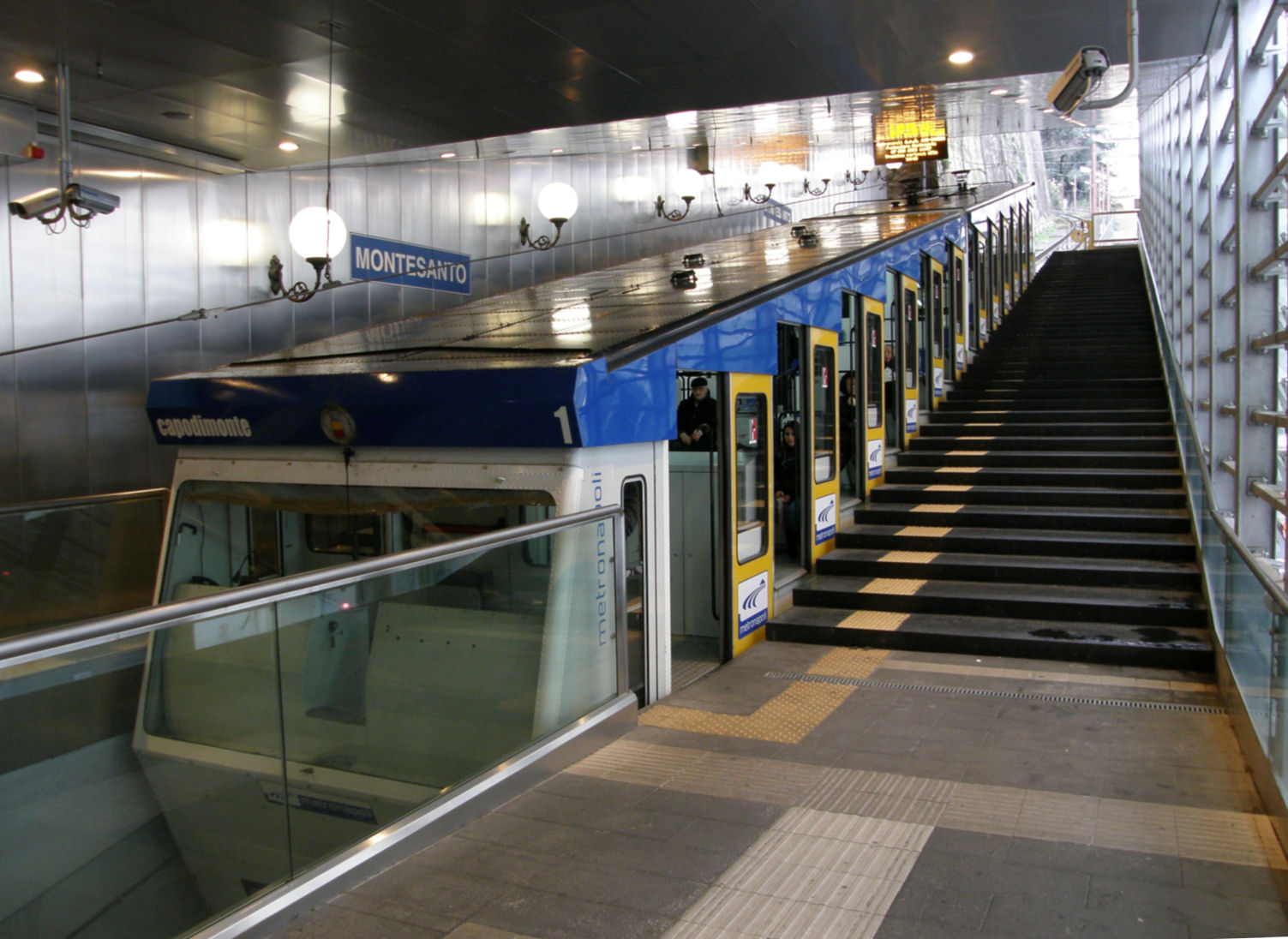
قطار مونتيسانتو الجبلي في نابولي، إيطاليا، في 2008.

كان لشرق الولايات المتحدة عدة خطوط سكك حديدية منحدرة، وتم تصميم معظمها على يد شركة مصاعد أوتيس في يونكيرز، نيويورك (NY) (التي هي اليوم شركة فرعية ليونيتيد تكنولوجيز في كونيتيكت) (UTC). وربما يكون أفضل مثال هو سكة حديد منحدر جبل بيكون في بيكون، نيويورك، أكثر قطارات أوتيس الجبلية انحدرًا في الشمال الشرقي. فكان لها متوسط انحدار يقدر بـ64+% فأكثر، بأكثر انحدار حدة بمقدار 74% وتم تشغيله لأكثر من 75 عامًا. وتدمر في حريق عام 1983، وتعمل هيئة غير ربحية حاليًا على إعادته للخدمة.
وأوحى قطار جبل فيزوف بأغنية فونيكولي، فونيكولا، التي تم تأليفها عام 1880. وقد تحطم القطار الجبلي المائل هذا مرارًا وتكرارًا من قِبل الثورات البركانية، وتم التخلي عنه بعد ثورة بركانية عام 1944.

## العالم

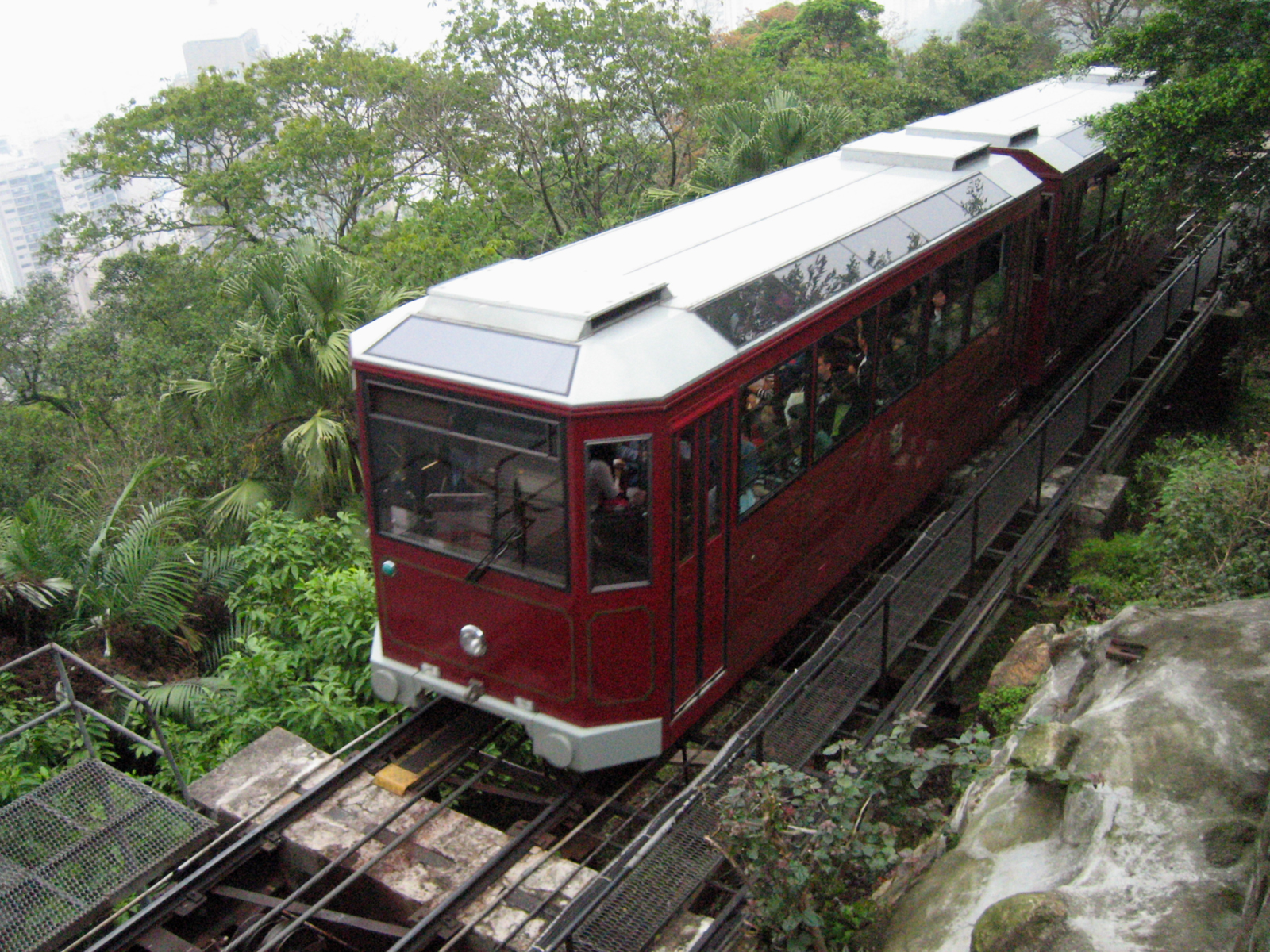
عربة ترام قمة هونغ كونغ تقترب من نهاية الخط العلوية

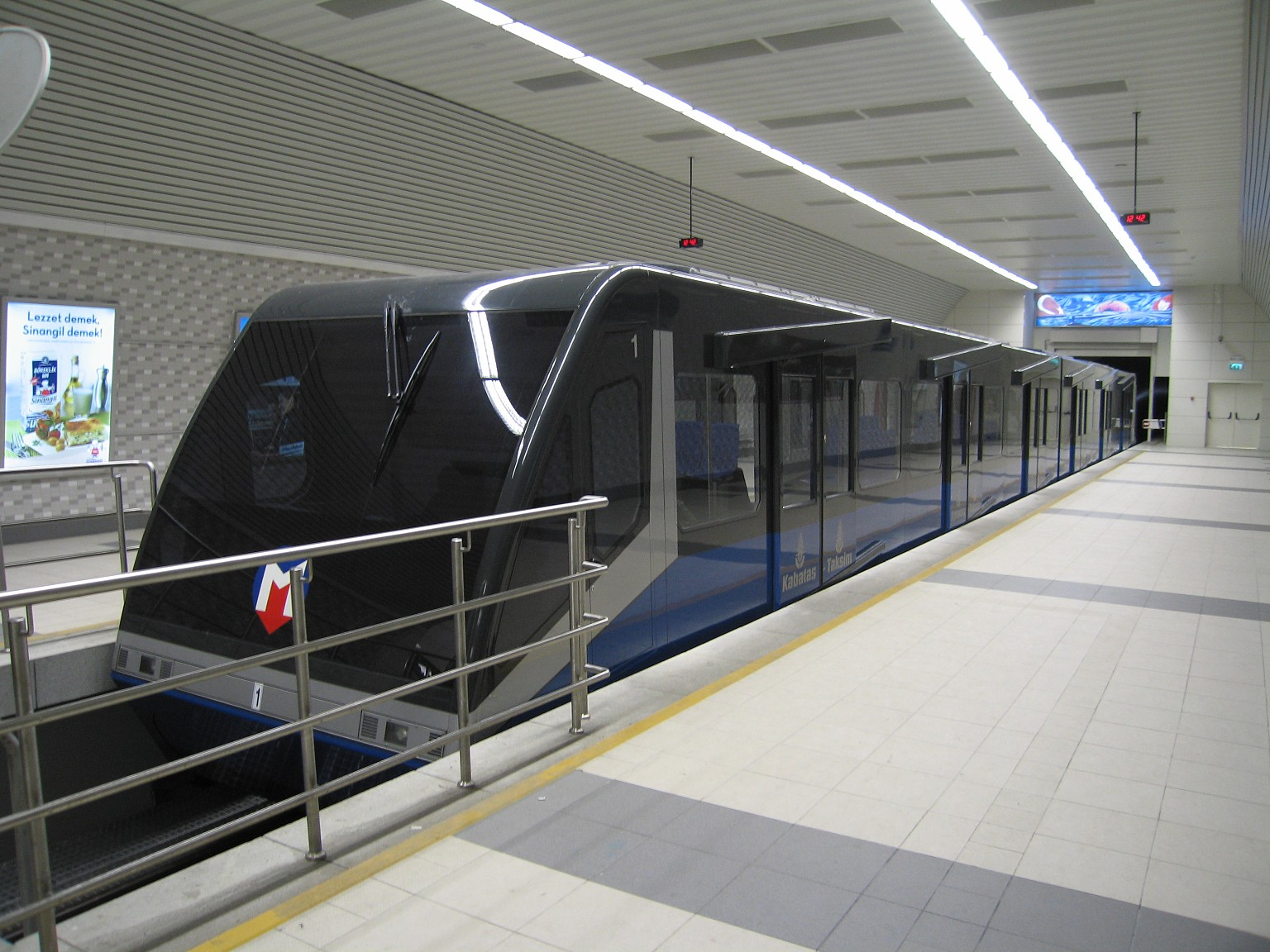
قطار تاكسيم-كاباتاس إسطنبول، تركيا

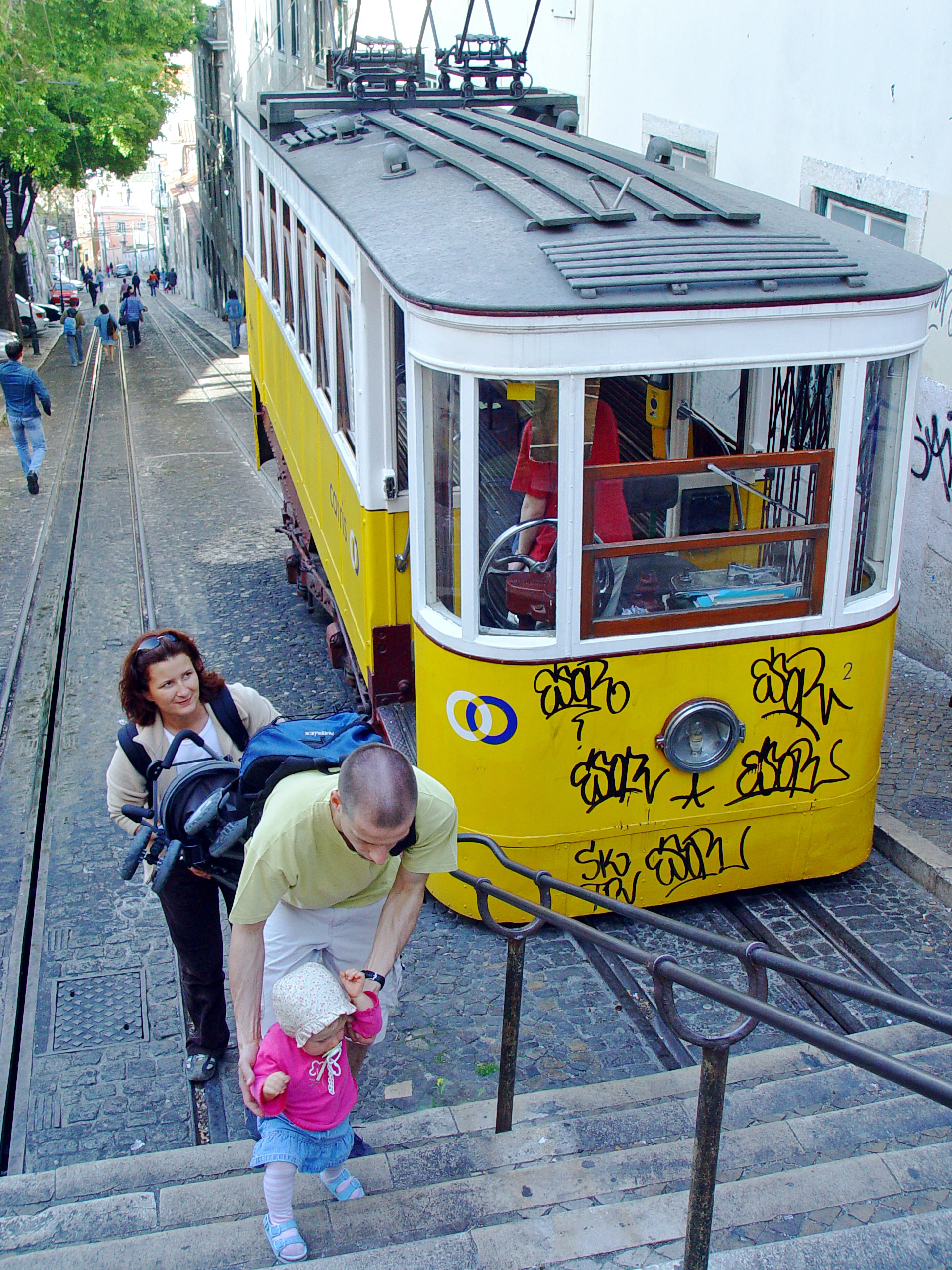
لشبونة إلفادرو دي جلوريا، القطار الجبلي

فلوي إي بانين هو قطار جبلي مائل في برغن، النرويج ويمتد لأعلى جبل فلوين. وهو أحد مناطق الجذب السياحي الرئيسي في برغن، ومن مناطق الجذب الأكثر زيارة في النرويج.
وكان ترام قمة هونغ كونغ أول قطار جبلي مائل في أسيا، وتم افتتاحه عام 1888، بأقصى درجة للانحدار 48%، 1.4&nbsp؛ كم، ومازال من وسائل المواصلات اليومية للعديد من الناس حتى اليوم.
وهناك قطار جبلي آخر في آسيا موجود على هضبة بينانق، بينانق، ماليزيا. وببعد 6&nbsp؛ كم من جورج تاون، وهضبة بينانق (Bukit Bendera) واحدة من الوجهات الأكثر شهرة في بينانق. وفي الواقع بينانغ هيل عبارة عن مجمع من التلال والنتوءات، وأعلى نقطة هي التلة الغربية التي ترتفع عن سطح البحر 830 متر (2,720 قدم). والطريقة الأكثر ملاءمة للوصول إلى أعلى هضبة بينانق هي باستخدام قطار سكة الحديد الجبلي، الذي هو ترام معلق. وهناك نفق بطول 258 قدم (79 م) وعرض 10 قدم (3.0 م) يبدأ عن منحدر بارتفاع 35 قدم (11 م)، ويعتبر أكثر أنفاق العالم انحدارًا. ويتحرك القطار الجبلي كل 30 دقيقة، ويمكنه أن يحمل حتى 80 راكب. وتكلفة تذاكر الصعود أو الهبوط 4 رينغيت ماليزي (RM). ويستغرق حوالي نصف الساعة للوصول إلى الأعلى. ولا يذهب القطار الجبلي مباشرة إلى الأعلى، ولكنه يعبر بعدة محطات صغيرة، حيث ينزل السكان المحليين. وهناك أيضًا بعض الفنادق ودور الضيافة الصغيرة بامتداد الخط. وأثناء مواسم العطلات، قد تستغرق فترة الانتظار للركوب ساعة.
في إسبانيا، قطار بولنيس الجبلي، هو تركيب غير عادي بقضيبين يمشي في نفق. ويضاف لسيارات الركاب مقصورات تُستخدم في نقل البضائع و/أو الحيوانات.
تملك فالبارايسو في شيلي 15 قطارًا جبليًا مائلاً، أقدمهم يعود لعام 1883. وبعضهم بداخل الربع التاريخي، المنطقة التي أعلنت من التراث العالمي من قبل اليونسكو. والعديد منهم حاليًا في حالة سيئة وتم إغلاقها من قبل السلطات المحلية. كان هناك جدل مؤخرًا بشأن خمسة من مصاعد منطقة وسط المدينة، حيث كانت هناك احتجاجات حول السلامة والتشغيل. وتم إغلاق مصعد البولانكو، وهو في الغالب أغربها، لإصلاح الهيكل وقد عاد إلى الخدمة مؤخرًا.
وتدّعي سكة الحديد السياحية في عالم كاتومبا السياحي، بلو ماونتينز، أستراليا (الذي يدعم المعالم السياحية المتعددة مثل الطريق الجوي والتلفريك)، أنها صاحبة أكثر سكة قطار جبلي للركاب انحدرًا في العالم، بأقصى انحدار بمقدار 52 درجة، أو 122%، وبطول 310 أمتار ومصعد عمودي لمسافة 206.5 أمتار في مساحة أفقية تساوي 243.4. وتسير السكة الحديدية في طريق التعدين القديمة.
المنحدر العظيم لـسكة حديد ماونت لوي (في الأعلى على اليمين)، له العديد من المنحدرات بعربات تتكيف مع الاختلافات. وأقل درجة انحدار كانت 48%، وأشدها انحدرًا كانت 62%.
أطول قطار جبلي مائل بكابلات في أوروبا هو نيسن باهن في سويسرا، كاندر. وفي لوغانو، يربط القطار الجبلي وسط المدينة بمحطة قطار SBB-CFF-FFS في الأعلى وفيروفا لوغانو-بونتي تيريسا.
أشهر القطارات الجبلية في بولندا هو قطار هضبة جوبالوكا الجبلي، الذي تديره الشركة البولندية للخطوط الكبلية (Polskie Koleje Linowe, PKL).
تتضمن القطارات الجبلية المدارة بالماء سكة حديد جرف لينتون ولينموث في ديفون الشمالية، إنجلترا؛ وقطار مركز التكنولوجيا البديلة (CAT) في مركز التكنولوجيا البديلة في جونيد، ويلز؛ ونيروبيرغ باغين في فيسبادن، ألمانيا؛ وقطار بوم جيسيس في براغا، البرتغال (أقدم قطار جبلي مدار بالماء في العالم).
خط ترام أورم الكبير هو خط الترام الوحيد الذي به كابل مازال عاملاً على الطرقات العامة البريطانية. ويمتد من تشيرش ووكس في ليآندودنو. وافتتح لأول مرة يوم 31 يوليو عام 1902، ويتحرك بشكل يومي من أواخر مارس حتى أواخر أكتوبر، آخذًا الزوار لقمة الأورم الكبير، متسلقًا ميل من السكة الحديدية لمجمع القمة على إرتفاع 679&nbsp؛ قدمًا (207)أمتار. وهناك مناظر بانورامية للجبال الويلزية وتمتد المناظر حتى جزيرة آيل أوف مان، وبلاكبول، ومقاطعة البحيرة. ويوجد معرض لتاريخ سكة ترام هذا القطار الجبلي في محطة منتصف الطريق.
تمتلك بيتسبرغ، بنسيلفانيا قطارين جبليين عاملين، يُطلق عليها «المنحدرات». يقوم قطار منحدر مونونجاهيلا بالتنقل بين أعلى جانب هضبة جبل واشنطن إلى ميدان ستيشان عند قاعدة الجبل بامتداد نهر مونونجاهيلا. وهو بمثابة نقطة جذب سياحية ونظام نقل جماعي. ويصل منحدر دوكين بين مرتفعات دوكين وبين المرتفعات المنخفضة لبيتسبرغ.
ويوجد في نابولي، (إيطاليا) أربعة قطارات جبلية مائلة. تم بناء قطار شيريا الجبلي المائل عام 1889، وتبعه بسنتين قطار مونتيسانتو (قطار مونتيسانتو الجبلي)، وبعد بضع سنوات تبعهم قطار سنترال وقطار ميرجالينا. وكان أشهر قطار جبلي في نابولي هو قطار فيزوف الجبلي (1880–1944)، أول سكة قطار حديدية تُبنَى على بركان نشط، وتدمرت مرات عدة بسبب ثورات بركان فيزوف. وبعد تعديل جزئي ليصبح سكة حديدية محمولة، تم تدميره في ثورة بركانية عام 1944. وشهرته العالمية تعود إلى أن الأغنية النابولية فونيكولي، فونيكولا كانت مُهداة إليه.
يدّعى مسطح جونزتاون المائل (تم بناؤه عام 1890) في جونزتاون، بنسلفانيا في الولايات المتحدة الأمريكية أنه أكثر المركبات المسطحة انحدارًا في العالم بانحدار يبلغ 70.9%. وبالإضافة إلى الركاب، يمكنه حمل سيارة واحدة في كل اتجاه. تشاتانوجا، تينيسي هي موطن سكة حديد منحدر جبل لوكاوت (تم بناؤها عام 1895) والتي تنتقل من سفح إلى قمة جبل لوكاوت، وتدّعى أنها أكثر قطارات الجبل انحدارًا بدرجة انحدار أقصاها 72 بالمائة.

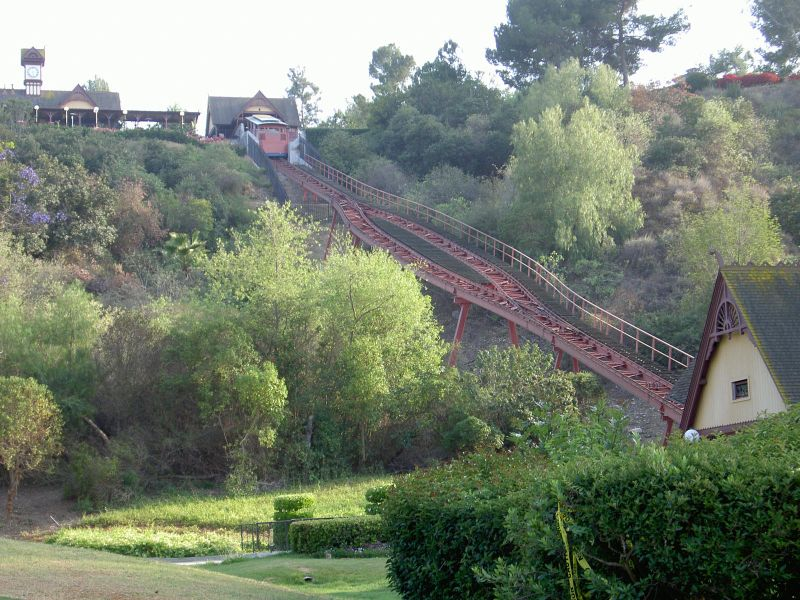
قطار نادي مدينة إندوستري للجولف الجبلي بمدينة سيتي أوف إندوستري، لوس أنجليس، كاليفورنيا

وبالإضافة إلى انجيلز فلايت وسكة حديد ماونت لوي التاريخيين، جنوب كاليفورنيا لديها قطاران جبليان غيرهما تم تصنيعهما مؤخرًا. يوجد في سيكس فلاجز ماجيك ماونتن في فالنسيا، كاليفورنيا قطار جبلي يقوم بأخذ الزوار أعلى الجبل من منطقة بجانب مدخل مدينة الملاهي لمحطة بجانب مدخل أفعوانية النينجا. وتم إطلاق اسم «فونيكالور» على تلك القطارات لسنوات عدة، وتعرف آلاف من الناس على الكلمة، ولكنها الآن معروفة باسم «أورينت إكسبريس» (قطار الشرق السريع) لتتناسب مع أجواء الشرق الأقصى في أعلى الجبل. ومنتجع باسيفيك بالمز في مدينة سيتي أوف إندوستري، كاليفورنيا، المعروف سابقًا باسم منتجع إندوستري هيلز شيراتون، يستخدم القطار الجبلي المائل لنقل لاعبي الجولف وعرباتهم. والخط بطول 400-قدم (120 م) ويمتد من الحفرة التاسعة لمضمار جولف «أيك» والحفرة الثامنة عشر لمضمار جولف «بايب»، حتى محطة سانت أندروز، وهي نسخة مطابقة لمحطة اسكتلندية، وتضم تنازلات ومناطق للأكل مع مناظر خلابة لمضماري جانب الهضبة. وتم تركيب السكة الحديدية في عام 1979 كجزء من مشروع استصلاح 650-أكر (2.6 كـم2) من براونفيلد الذي حوّل مجموعة من التلال من مكب للقمامة، إلى منتجع سياحي، ومركز مؤتمرات، ومركز استجمام. وتم استنباط القطار الجبلي المائل على أنه الحل الأمثل لنقل لاعبي الجولف بين التضاريس شديدة الانحدار والدرامية لملاعب الجولف الصعبة والتي تحظى باحترام كبير. خط السكة الحديد ليس مشغلاً حاليًا، ولكنه متماسك جيدًا بانتظار الصيانة اللازمة، حتى يمكن أن ينقل لاعبي الجولف مرة أخرى فوق أعلى درجة انحدار 33% المطلة على وادي سان غابرييل وجبال سان برناردينو.
سكة حديد منحدر فولز، واسمها الأصلي منحدرات هورس شو فولز، عند شلالات نياجارا، كندا، توفر وسيلة نقل للفنادق أعلى الشلالات.

## القطارات الجبلية المائلة الخاصة

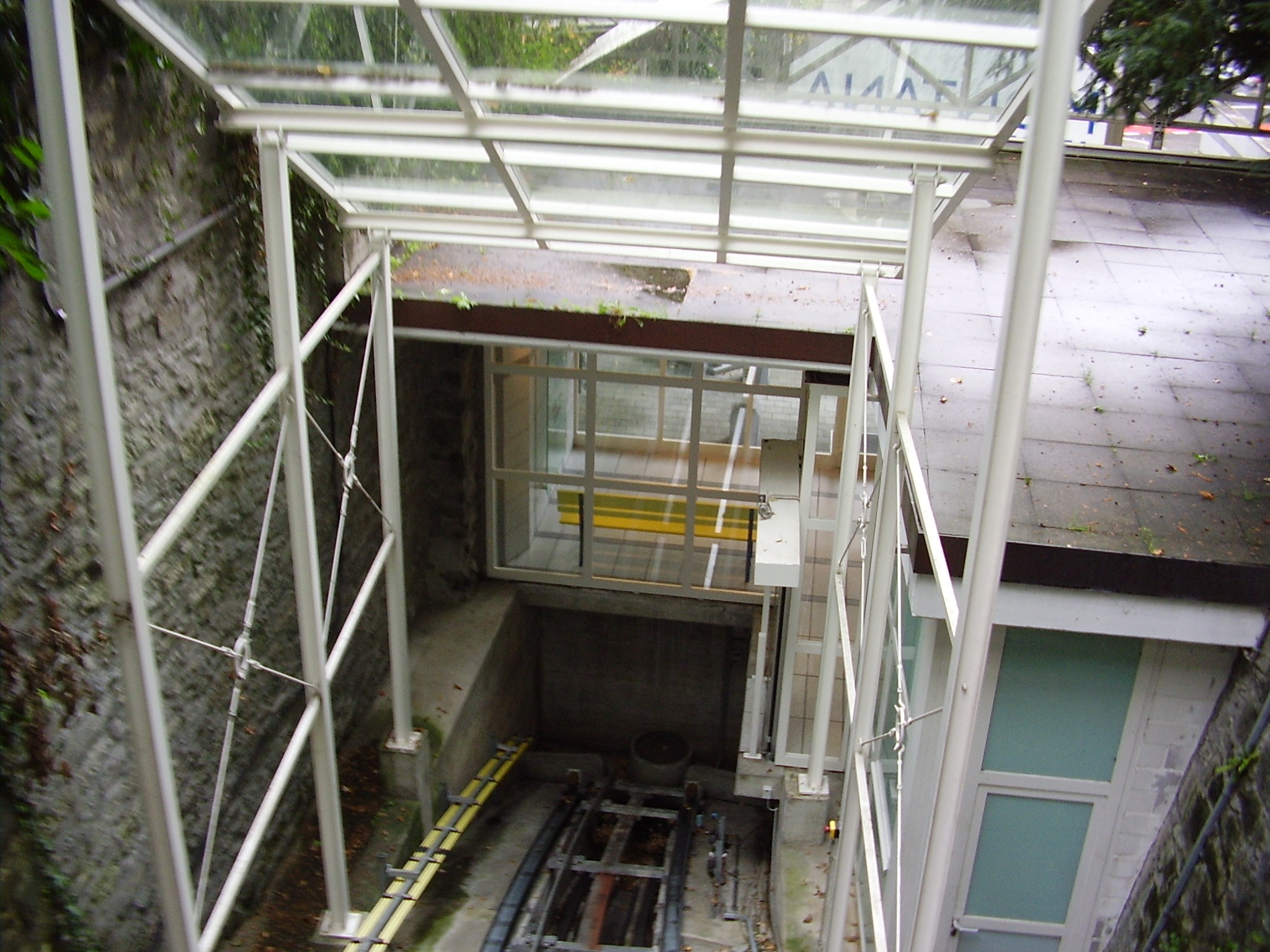
المسار والمحطة السفلي لقطار لوسرن الجبلي

توفر القطارات الجبلية الموجودة على الأقسام المنحدرة سهولة الوصول من الشارع إلى المنزل، أكثر من الطرق أو الدرجات. وهي شائعة في المدن الجبلية، مثل ولنجتون، نيوزيلندا التي بها حوالي 300 قطار جبلي خاص. ولهذه القطارات عربات صغيرة تكفي لشخصين أو أربعة، وتكون متصلة دائمًا بكابل من رافعة، وتعمل على زوج من القضبان المنحدرة (العوارض) أو على سكة واحدة بسرعة منخفضة (من 0.3 إلى 1.0 متر/الثانية). وغالبًا ما تسمي السيارات الكبلية أو المصاعد، على سبيل المثال معيار نيوزيلندا لسيارات الكابلات الخاصة (NZS 5270). ومن الأمثلة الولايات المتحدة الأمريكية (USA)، نيوزيلندا (NZ)، السكنية. ويمكن للنماذج الأكبر والأسرع أن تُحسن سبل الوصول إلى المباني التجارية. (نيوزيلندا، التجارية).
قطار كيبك الجبلي القديم بمدينة كيبك، كندا، مازال عاملاً منذ عام 1879، رابطًا بين هوت فيل (المدينة العلوية) وباس فيل (المدينة السفلية).
جرين وود فورست بارك في شمال ويلز هي موطن أفعوانية التنين. وتستخدم هذه الأفعوانية نظام بكرات القطار الجبلي لسحب عربة الأفعوانية الفارغة باستخدام وزن الناس الذين على وشك ركوبها.

### أصغر قطار جبلي مائل
أصغر قطار جبلي في العالم هو قطار سكة حديد جرف فيشرمان ووك في بورنموث، إنجلترا، بطول 128 قدم (39 م).
وأصغر قطار جبلي في كرواتيا موجود في زغرب بطول 66.0 متراً.
وأصغر قطار جبلي في إيطاليا هو «الفيراتا جران ريسا» في بلدة «لا إيلا» في مقاطعة بولسانو، بطول 66.7 متر.
وأصغر قطار جبلي في سويسرا موجود في لوسرن. ويخدم نزلاء فندق «مونتانا» صاحب المائة عام، والقطار بنفس عمر الفندق. حيث تنتقل مقصورة واحدة بين المحطة العليا والمحطة السفلى عند بحيرة بروميناد (الطول: 85 مترًا). ومدة الرحلة لكلا الاتجاهين تكون 60 ثانية.

## وصلات خارجية
- New York Times article on Pennsylvania funiculars
- Mount Beacon Incline Railway Restoration Society
- Funimag, the first web magazine about funiculars
- Urban Mountain Railways and People Movers
- Video of Lynton and Lynmouth Cliff Railway in action
- The Vesuvian Funicular, Italy